# Armigeres lacuum
Armigeres lacuum är en tvåvingeart som beskrevs av Edwards 1922. Armigeres lacuum ingår i släktet Armigeres och familjen stickmyggor.
Artens utbredningsområde är Bismarckarkipelagen. Inga underarter finns listade i Catalogue of Life.